# عبد الله فال
عبد الله فال (بالفرنسية: Abdoulaye Fall) (18 مايو 1989 بداكار في السنغال - ) هو لاعب كرة قدم سنغالي في مركز الوسط. لعب مع نادي بطليوس ونادي سيغما أولوموتس ونادي قادش وLa Vitréenne FC ‏ وReal Balompédica Linense ‏.

## روابط خارجية
- عبد الله فال على موقع قاعدة بيانات كرة القدم.إي يو (الإنجليزية)
- عبد الله فال على موقع قاعدة بيانات كرة القدم.إي يو (الإنجليزية)
- عبد الله فال على موقع قاعدة بيانات كرة القدم.إي يو (الإنجليزية)
- عبد الله فال على موقع Soccerway.com (الإنجليزية)
- عبد الله فال على موقع GSA (الإنجليزية)